# ボンデーノ
ボンデーノ（伊: Bondeno）は、イタリア共和国エミリア＝ロマーニャ州フェラーラ県にある、人口約14,000人の基礎自治体（コムーネ）。

## 地理

### 位置・広がり・地勢

#### 隣接コムーネ
隣接するコムーネは以下の通り。括弧内のMNはマントヴァ県、MOはモデナ県、ROはロヴィーゴ県所属を示す。
- チェント
- フェッラーラ
- フィカローロ (RO)
- フィナーレ・エミーリア (MO)
- ミランドラ (MO)
- セルミデ・エ・フェローニカ (MN)
- テッレ・デル・レーノ
- ヴィガラーノ・マイナルダ

### 気候分類・地震分類
ボンデーノにおけるイタリアの気候分類 (it) および度日は、zona E, 2281 GGである。
また、イタリアの地震リスク階級 (it) では、zona 3 (sismicità bassa) に分類される。

## 行政

### 分離集落
ボンデーノには以下の分離集落（フラツィオーネ）がある。
- Burana, Gavello, Ospitale, Pilastri, Ponte Rodoni, Salvatonica, San Biagio, Santa Bianca, Scortichino, Settepolesini, Stellata, Zerbinate, Ponti Spagna

## 姉妹都市
- ディリンゲン、ドイツ
- ビハチ、ボスニア・ヘルツェゴビナ